# 阿氏裸胸鱔
阿氏裸胸鱔，又稱阿氏裸胸鯙，為輻鰭魚綱鰻鱺目鯙亞目鯙科的其中一種，分布於中東太平洋的夏威夷群島及中途島海域，棲息深度可達8公尺，體長可達20.6公分，為底棲性魚類，生活在珊瑚礁，屬肉食性，生活習性不明。

## 擴展閱讀
維基物種上的相關：阿氏裸胸鱔